# DN39C
DN39C este un drum național care face legătura între DN39 și Neptun, Constanța